# Moro Islamic Liberation Front
Moro Islamic Liberation Front (MILF), är en muslimsk separatiströrelse i södra Filippinerna, främst aktiv på Mindanao, Suluöarna, Palawan, Basilan och näraliggande öar. Gruppen var från början aktiv inom Moro National Liberation Front. 1981 bröt sig gruppen ur MNLF. Sedan 1989 har muslimerna på Mindanao avsevärd autonomi inom ARMM, men detta har inte fått MILF att upphöra med sin verksamhet som terrorister/frihetskämpar.